# Temporada 2021 de Extreme E
La temporada 2021 de Extreme E fue la temporada inaugural de Extreme E, competición de automóviles todoterreno eléctricos, que comenzó el 3 de abril y terminó el 19 de diciembre.

## Equipos y pilotos
| Equipo                                                                | No. | Piloto                    | Rondas |
| --------------------------------------------------------------------- | --- | ------------------------- | ------ |
| Veloce Racing                                                         | 5   | Jamie Chadwick            | 1–2, 5 |
| Veloce Racing                                                         | 5   | Emma Gilmour              | 3-4    |
| Veloce Racing                                                         | 5   | Stéphane Sarrazin         | 1-4    |
| Veloce Racing                                                         | 5   | Lance Woolridge           | 5      |
| Rosberg X Racing                                                      | 6   | Johan Kristoffersson      | Todas  |
| Rosberg X Racing                                                      | 6   | Molly Taylor              | Todas  |
| JBXE                                                                  | 22  | Mikaela Åhlin-Kottulinsky | Todas  |
| JBXE                                                                  | 22  | Jenson Button             | 1      |
| JBXE                                                                  | 22  | Kevin Hansen              | 2–5    |
| Andretti United Extreme E                                             | 23  | Catie Munnings            | Todas  |
| Andretti United Extreme E                                             | 23  | Timmy Hansen              | Todas  |
| Hispano-Suiza Xite Energy Team Xite Energy Racing powered by Myenergi | 42  | Christine GZ              | Todas  |
| Hispano-Suiza Xite Energy Team Xite Energy Racing powered by Myenergi | 42  | Oliver Bennett            | Todas  |
| Team X44                                                              | 44  | Cristina Gutiérrez        | Todas  |
| Team X44                                                              | 44  | Sébastien Loeb            | Todas  |
| Acciona \| Sainz XE Team                                              | 55  | Carlos Sainz              | Todas  |
| Acciona \| Sainz XE Team                                              | 55  | Laia Sanz                 | Todas  |
| Segi TV Chip Ganassi Racing                                           | 99  | Sara Price                | Todas  |
| Segi TV Chip Ganassi Racing                                           | 99  | Kyle LeDuc                | Todas  |
| Abt Cupra XE                                                          | 125 | Mattias Ekström           | Todas  |
| Abt Cupra XE                                                          | 125 | Claudia Hürtgen           | 1–2    |
| Abt Cupra XE                                                          | 125 | Jutta Kleinschmidt        | 2–5    |

## Calendario
Todos los eventos se celebrarán durante tres días. El trazado de la carrera será organizada por los expertos para minimizar el impacto ambiental, y las etapas tendrán una longitud de entre 6 y 10 km. El calendario se oficializó el 17 de diciembre de 2019. En junio de 2021, se cancelaron las carreras en Brasil y Argentina.
| Ronda               | Fecha              | Región   | País anfitrión | Localización   |
| ------------------- | ------------------ | -------- | -------------- | -------------- |
| 1                   | 3–4 de abril       | Desierto | Arabia Saudi   | Al-Ula         |
| 2                   | 29–30 de mayo      | Océano   | Senegal        | Lago Rosa      |
| 3                   | 28–29 de agosto    | Ártico   | Groenlandia    | Kangerlussuaq  |
| 4                   | 23–24 de octubre   | Isla     | Italia         | Cerdeña        |
| 5                   | 18–19 de diciembre | Jurásico | Reino Unido    | Dorset         |
| Carreras canceladas |                    |          |                |                |
|                     | 14–15 de mayo      | Glaciar  | Nepal          | Kali Gandaki   |
|                     | 23–24 de octubre   | Amazonia | Brasil         | Santarém, Pará |
|                     | 11–12 de diciembre | Glaciar  | Argentina      | Ushuaia        |

## Resultados
| Ronda | Evento   | Clasificación 1  | Clasificación 2  | Clasificación General | Semifinal 1                 | Semifinal 2               | Shootout                    | Super Sector                | Final                     |
| ----- | -------- | ---------------- | ---------------- | --------------------- | --------------------------- | ------------------------- | --------------------------- | --------------------------- | ------------------------- |
| 1     | Desierto | Rosberg X Racing | Team X44         | Team X44              | Rosberg X Racing            | Andretti United Extreme E | Abt Cupra XE                |                             | Rosberg X Racing          |
| 2     | Océano   | Team X44         | Team X44         | Team X44              | Rosberg X Racing            | JBXE                      | SEGI TV Chip Ganassi Racing | SEGI TV Chip Ganassi Racing | Rosberg X Racing          |
| 3     | Ártico   | Team X44         | Rosberg X Racing | Team X44              | Team X44                    | Andretti United Extreme E | JBXE                        | Andretti United Extreme E   | Andretti United Extreme E |
| 4     | Isla     | Team X44         | Team X44         | Team X44              | SEGI TV Chip Ganassi Racing | Rosberg X Racing          | JBXE                        | Team X44                    | Rosberg X Racing          |
| 5     | Jurásico | Team X44         | Team X44         | Team X44              | Team X44                    | Rosberg X Racing          | Andretti United Extreme E   | Team X44                    | Team X44                  |

## Clasificaciones

### Puntuaciones
Clasificación
| Posición | 1.º | 2.º | 3.º | 4.º | 5.º | 6.º | 7.º | 8.º | 9.º | SS |
| Puntos   | 12  | 11  | 10  | 9   | 8   | 7   | 6   | 5   | 4   | 5  |

Carrera
| Posición | 1.º | 2.º | 3.º | 4.º | 5.º | 6.º | 7.º | 8.º | 9.º |
| Puntos   | 25  | 19  | 18  | 15  | 12  | 10  | 8   | 6   | 4   |

### Campeonato de Pilotos
| Pos. | Piloto                            | DES | DES | OCE | OCE | ARC | ARC | ISL | ISL | JUR | JUR | Puntos |
| Pos. | Piloto                            | CLA | CAR | CLA | CAR | CLA | CAR | CLA | CAR | CLA | CAR | Puntos |
| ---- | --------------------------------- | --- | --- | --- | --- | --- | --- | --- | --- | --- | --- | ------ |
| 1    | Johan Kristoffersson Molly Taylor | 3   | 1   | 2   | 1   | 3   | 5   | 2   | 1   | 2   | 4   | 133    |
| 2    | Cristina Gutiérrez Sébastien Loeb | 1   | 3   | 1   | 4   | 1   | 4   | 1*  | 5   | 1   | 1*  | 121    |
| 3    | Catie Munnings Timmy Hansen       | 4   | 2   | 8   | 9   | 4*  | 1   | 6   | 6   | 7   | 3   | 103    |
| 4    | Mikaela Åhlin-Kottulinsky         | 6   | 6   | 4   | 3   | 8   | 2   | 7   | 3   | 5   | 2   | 102    |
| 4    | Kevin Hansen                      |     |     | 4   | 3   | 8   | 2   | 7   | 3   | 5   | 2   | 102    |
| 5    | Carlos Sainz Laia Sanz            | 2   | 4   | 9   | 8   | 6   | 3   | 4   | 7   | 3   | 5   | 90     |
| 6    | Mattias Ekström                   | 8   | 7   | 3   | 5   | 2   | 7   | 3   | 2   | 4   | 7   | 87     |
| 6    | Jutta Kleinschmidt                |     |     | 3   | 5   | 2   | 7   | 3   | 2   | 4   | 7   | 87     |
| 7    | Sara Price                        | 7   | 8   | 7*  | 7   | 7   | 9   | 5   | 4   | 8   | 8   | 60     |
| 7    | Stéphane Sarrazin                 | 9   | WD  | 5   | 2   | 5   | 6   | 8   | 8   |     |     | 60     |
| 8    | Kyle LeDuc                        | 7   | 8   | 7*  | 7   | 7   | 9   | 5   | 4   | 8   | 8   | 59     |
| 9    | Christine GZ Oliver Bennett       | 5   | 5   | 6   | 6   | 9   | 8   | 9   | 9   | 9   | 9   | 55     |
| 10   | Jamie Chadwick                    | 9   | WD  | 5   | 2   |     |     |     |     | 6   | 6   | 48     |
| 11   | Emma Gilmour                      |     |     |     |     | 5   | 6   | 8   | 8   |     |     | 29     |
| 12   | Jenson Button                     | 6   | 6   |     |     |     |     |     |     |     |     | 17     |
| 12   | Lance Woolridge                   |     |     |     |     |     |     |     |     | 6   | 6   | 17     |
| 13   | Claudia Hürtgen                   | 8   | 7   | WD  | WD  |     |     |     |     |     |     | 13     |

### Campeonato de Equipos
| Pos. | Equipo                      | DES | DES | OCE | OCE | ARC | ARC | ISL | ISL | JUR | JUR | Puntos |
| Pos. | Equipo                      | CLA | CAR | CLA | CAR | CLA | CAR | CLA | CAR | CLA | CAR | Puntos |
| ---- | --------------------------- | --- | --- | --- | --- | --- | --- | --- | --- | --- | --- | ------ |
| 1    | Rosberg X Racing            | 3   | 1   | 2   | 1   | 3   | 5   | 2   | 1   | 2   | 4   | 155    |
| 2    | Team X44                    | 1   | 3   | 1   | 4   | 1   | 4   | 1*  | 5   | 1   | 1*  | 155    |
| 3    | JBXE                        | 6   | 6   | 4   | 3   | 8   | 2   | 7   | 3   | 7   | 2   | 119    |
| 4    | Andretti United Extreme E   | 4   | 2   | 8   | 9   | 4*  | 1   | 6   | 6   | 7   | 3   | 117    |
| 5    | Abt Cupra XE                | 8   | 7   | 3   | 5   | 2   | 7   | 3   | 2   | 4   | 7   | 100    |
| 6    | Acciona \| Sainz XE Team    | 2   | 4   | 9   | 8   | 6   | 3   | 4   | 7   | 3   | 5   | 100    |
| 7    | Veloce Racing               | 9   | DNS | 5   | 2   | 5   | 6   | 8   | 8   | 6   | 6   | 77     |
| 8    | Segi TV Chip Ganassi Racing | 7   | 8   | 7   | 7*  | 7   | 9   | 5   | 4   | 8   | 8   | 74     |
| 9    | Xite Energy Racing          | 5   | 5   | 6   | 6   | 9   | 8   | 9   | 9   | 9   | 9   | 63     |